# Верне (город)
Верне (нем. Werne) — город в Германии, в земле Северный Рейн-Вестфалия.
Подчинён административному округу Арнсберг. Входит в состав района Унна. Население составляет 29 901 человек (на 31 декабря 2010 года). Занимает площадь 76,03 км². Официальный код — 05 9 78 040.
| Год  | Население |
| ---- | --------- |
| 1995 | 30 230    |
| 2000 | 30 691    |
| 2005 | 30 747    |
| 2010 | 29 994    |